# Aleksandr Siomin
Aleksandr Valerievitj Siomin, ryska: Александр Валерьевич Сёмин, född 3 mars 1984 i Krasnojarsk, Sovjetunionen, är en rysk före detta professionell ishockeyspelare som senast spelade för HK Vitjaz Podolsk i KHL. Siomin har tidigare spelat för NHL-laget Washington Capitals för vilka han gjorde debut säsongen 2003–04. Siomin meddelade år 2022 att han avslutar sin karriär.

## Spelstil
Siomin var känd som en snabb och kreativ ytterforward och hade under en tid av ligans bästa handledsskott. Hans spelstil var aldrig särskilt fysisk och han var något av en humörspelare.

## Landslaget
Siomin har spelat för Ryssland i följande internationella turneringar:
- VM 2003
- JVM 2004
- VM 2005
- VM 2006
- VM 2008
- OS 2010
- VM 2010
- VM 2012
- OS 2014

## Meriter
- VM-brons – 2005
- VM-guld – 2008, 2012
- NHL:s First Star of the Month i oktober 2008

## Statistik

### Klubbkarriär

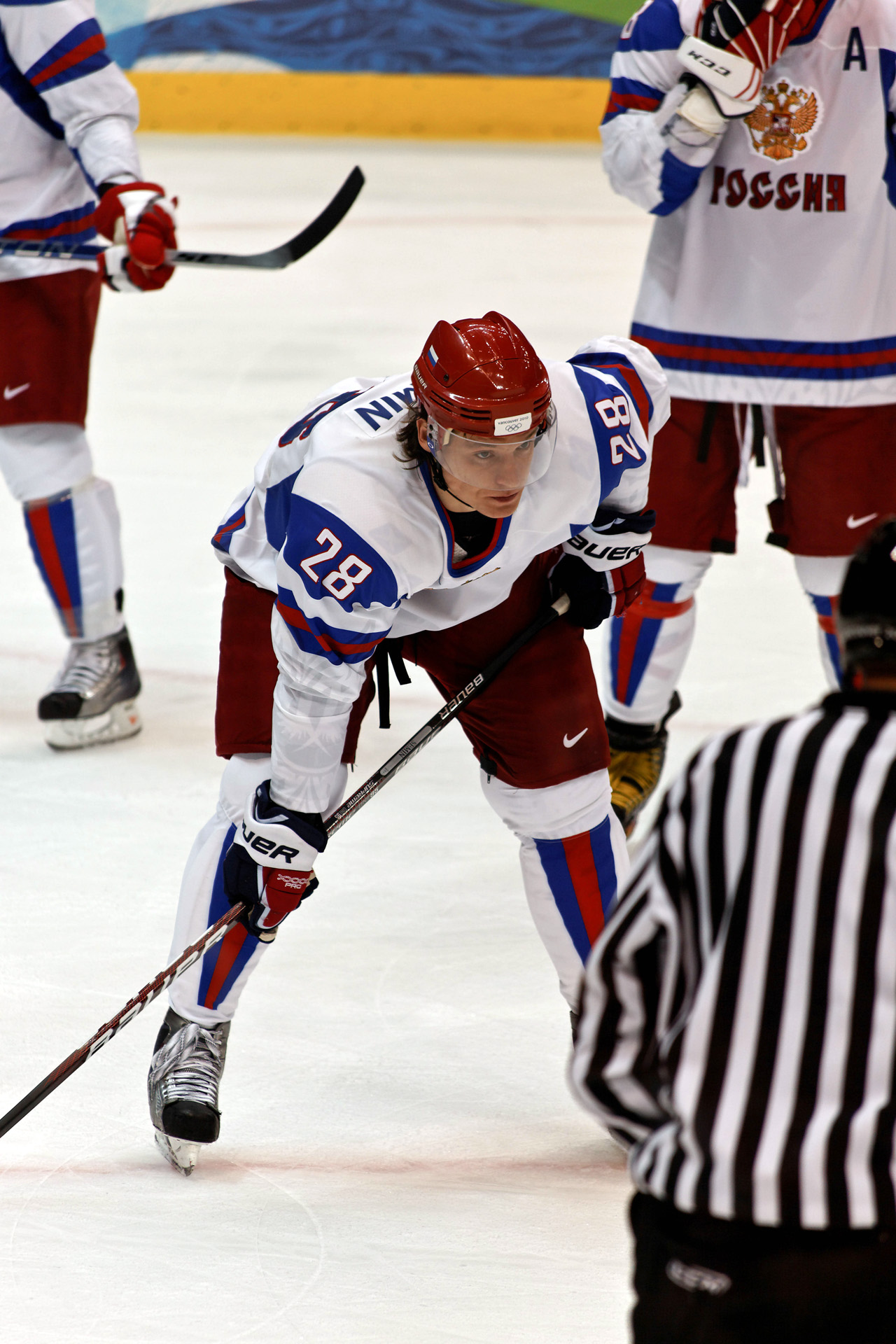
Siomin i en match mellan Ryssland och Slovakien i OS 2010.

| 2001–02    | Traktor Tjeljabinsk      | Ryssland-2 | 46  | 13  | 8   | 21  | 52  | —  | —  | —  | —  | —  |
| 2002–03    | Lada Togliatti           | RSL        | 47  | 10  | 7   | 17  | 36  | 10 | 5  | 3  | 8  | 10 |
| 2003–04    | Washington Capitals      | NHL        | 52  | 10  | 12  | 22  | 36  | —  | —  | —  | —  | —  |
| 2003–04    | Portland Pirates         | AHL        | 4   | 3   | 1   | 4   | 6   | 7  | 4  | 7  | 11 | 19 |
| 2004–05    | Lada Togliatti           | RSL        | 50  | 19  | 11  | 30  | 54  | 10 | 1  | 1  | 2  | 0  |
| 2005–06    | Lada Togliatti           | RSL        | 16  | 5   | 4   | 9   | 52  | —  | —  | —  | —  | —  |
| 2005–06    | Chimik Moskva Oblast     | RSL        | 26  | 3   | 7   | 10  | 26  | 8  | 3  | 2  | 5  | 6  |
| 2006–07    | Washington Capitals      | NHL        | 77  | 38  | 35  | 73  | 90  | —  | —  | —  | —  | —  |
| 2007–08    | Washington Capitals      | NHL        | 63  | 26  | 16  | 42  | 54  | 7  | 3  | 5  | 8  | 8  |
| 2008–09    | Washington Capitals      | NHL        | 62  | 34  | 45  | 79  | 77  | 14 | 5  | 9  | 14 | 16 |
| 2009–10    | Washington Capitals      | NHL        | 73  | 40  | 44  | 84  | 66  | 7  | 0  | 2  | 2  | 4  |
| 2010–11    | Washington Capitals      | NHL        | 65  | 28  | 26  | 54  | 71  | 9  | 4  | 2  | 6  | 8  |
| 2011–12    | Washington Capitals      | NHL        | 77  | 21  | 33  | 54  | 56  | 14 | 3  | 1  | 4  | 10 |
| 2012–13    | Sokol Krasnojarsk        | VHL        | 4   | 2   | 2   | 4   | 8   | —  | —  | —  | —  | —  |
| 2012–13    | Torpedo Nizjnij Novgorod | KHL        | 20  | 7   | 10  | 17  | 10  | —  | —  | —  | —  | —  |
| 2012–13    | Carolina Hurricanes      | NHL        | 44  | 13  | 31  | 44  | 14  | —  | —  | —  | —  | —  |
| 2013–14    | Carolina Hurricanes      | NHL        | 65  | 22  | 20  | 42  | 42  | —  | —  | —  | —  | —  |
| 2014–15    | Carolina Hurricanes      | NHL        | 57  | 6   | 13  | 19  | 32  | —  | —  | —  | —  | —  |
| 2015–16    | Montreal Canadiens       | NHL        | 15  | 1   | 3   | 4   | 12  | —  | —  | —  | —  | —  |
| 2015–16    | Metallurg Magnitogorsk   | KHL        | 20  | 5   | 9   | 14  | 43  | 23 | 7  | 8  | 15 | 20 |
| NHL totalt | NHL totalt               | NHL totalt | 650 | 239 | 278 | 517 | 582 | 51 | 15 | 19 | 34 | 46 |

### Internationellt
| År            | Lag           | Turnering     | Matcher | Mål | Assist | Poäng | Utv |
| ------------- | ------------- | ------------- | ------- | --- | ------ | ----- | --- |
| 2003          | Ryssland      | VM            | 6       | 0   | 0      | 0     | 0   |
| 2004          | Ryssland      | JVM           | 6       | 2   | 2      | 4     | 10  |
| 2005          | Ryssland      | VM            | 6       | 3   | 0      | 3     | 8   |
| 2006          | Ryssland      | VM            | 7       | 3   | 3      | 6     | 8   |
| 2008          | Ryssland      | VM            | 9       | 6   | 7      | 13    | 8   |
| 2010          | Ryssland      | OS            | 4       | 0   | 2      | 2     | 4   |
| 2010          | Ryssland      | VM            | 8       | 1   | 4      | 5     | 12  |
| 2012          | Ryssland      | VM            | 3       | 2   | 3      | 5     | 0   |
| 2014          | Ryssland      | OS            | 5       | 0   | 1      | 1     | 0   |
| Junior totalt | Junior totalt | Junior totalt | 6       | 2   | 2      | 4     | 10  |
| Senior totalt | Senior totalt | Senior totalt | 48      | 15  | 20     | 35    | 40  |